# San Vicente (Palawan)
San Vicente (Bayan ng San Vicente) är en kommun i Filippinerna. Kommunen tillhör provinsen Palawan och ligger på ön med samma namn. Folkmängden uppgår till 21 654 invånare.
San Vicente är indelat i 10 barangayer.